# RSC Darmstadt
Il Roll-und Schlittschuh-club Darmstadt è un club di hockey su pista avente sede a Darmstadt in Germania.
Nella sua storia ha vinto 1 campionato nazionale e 2 Coppe di Germania.
La squadra disputa le proprie gare interne presso il Rollschuhbahn am Orpheum, a Darmstadt.

## Palmarès

### Titoli nazionali
- Campionato tedesco: 1
  - 1988
- Coppa di Germania: 2
  - 1986, 1989